# العلاقات السلوفينية الليتوانية
العلاقات السلوفينية الليتوانية هي العلاقات الثنائية التي تجمع بين سلوفينيا وليتوانيا.

## مقارنة بين البلدين
هذه مقارنة عامة ومرجعية للدولتين:
| وجه المقارنة                                              | سلوفينيا                                                      | ليتوانيا                                                    |
| --------------------------------------------------------- | ------------------------------------------------------------- | ----------------------------------------------------------- |
| المساحة (كم2)                                             | 20.27 ألف                                                     | 65.30 ألف                                                   |
| عدد السكان (نسمة)                                         | 2.07 مليون                                                    | 2.79 مليون                                                  |
| الكثافة السكانية (ن./كم²)                                 | 102.12                                                        | 42.73                                                       |
| العاصمة                                                   | ليوبليانا                                                     | فيلنيوس، كاوناس                                             |
| اللغة الرسمية                                             | اللغة السلوفينية، اللغة الإيطالية، لغة مجرية                  | اللغة الليتوانية                                            |
| العملة                                                    | يورو، تولار سلوفيني                                           | ليتاس ليتواني، يورو                                         |
| الناتج المحلي الإجمالي (بليون دولار)                      | 48.77 مليار                                                   | 47.17 مليار                                                 |
| الناتج المحلي الإجمالي (تعادل القوة الشرائية) بليون دولار | 66.01 مليار                                                   | 84.06 مليار                                                 |
| الناتج المحلي الإجمالي الاسمي للفرد دولار أمريكي          | 20.73 ألف                                                     | 14.15 ألف                                                   |
| الناتج المحلي الإجمالي للفرد دولار أمريكي                 | 30.40 ألف                                                     | 27.69 ألف                                                   |
| مؤشر التنمية البشرية                                      | 0.880                                                         | 0.839                                                       |
| رمز المكالمات الدولي                                      | +386                                                          | +370                                                        |
| رمز الإنترنت                                              | .si                                                           | .lt                                                         |
| المنطقة الزمنية                                           | توقيت وسط أوروبا، ت ع م+01:00، ت ع م+02:00، أوروبا/ليوبليانا ‏ | ت ع م+02:00، ت ع م+03:00، أوروبا/فيلنيوس ‏، توقيت شرق أوروبا |

## مدن متوأمة
في ما يلي قائمة باتفاقيات التوأمة بين مدن سلوفينية وليتوانية:
- ترتبط شكوفجا لوكا مع بريناي باتفاقية توأمة.
- ترتبط ليوبليانا مع فيلنيوس باتفاقية توأمة منذ 1966.[16][16][16][16]

## منظمات دولية مشتركة
يشترك البلدان في عضوية مجموعة من المنظمات الدولية، منها:
| علم المنظمة | اسم المنظمة                               | تاريخ انضمام سلوفينيا | تاريخ انضمام ليتوانيا |
| ----------- | ----------------------------------------- | --------------------- | --------------------- |
|             | الاتحاد الأوروبي                          | 1 مايو 2004           | 1 مايو 2004           |
|             | وكالة ضمان الاستثمار متعدد الأطراف        | 19 مارس 1993          | 8 يونيو 1993          |
|             | منظمة التعاون الاقتصادي والتنمية          | ?                     | 5 يوليو 2018          |
|             | الأمم المتحدة                             | 22 مايو 1992          | 17 سبتمبر 1991        |
|             | مركز تنسيق الحركة في أوروبا ‏              | ?                     | ?                     |
|             | منظمة حظر الأسلحة الكيميائية              | ?                     | ?                     |
|             | منظمة التجارة العالمية                    | ?                     | ?                     |
|             | منظمة الشرطة الجنائية الدولية             | ?                     | ?                     |
|             | منظمة الأمن والتعاون في أوروبا            | 24 مارس 1992          | 10 سبتمبر 1991        |
|             | مؤسسة التنمية الدولية                     | 25 فبراير 1993        | 23 سبتمبر 2011        |
|             | حلف شمال الأطلسي                          | 29 مارس 2004          | 29 مارس 2004          |
|             | يونسكو                                    | 27 مايو 1992          | 7 أكتوبر 1991         |
|             | مجلس أوروبا                               | ?                     | ?                     |
|             | Strategic Airlift Capability ‏             | ?                     | ?                     |
|             | الاتحاد البريدي العالمي                   | ?                     | ?                     |
|             | البنك الدولي للإنشاء والتعمير             | 25 فبراير 1993        | 6 يوليو 1992          |
|             | اتفاقية السماوات المفتوحة                 | ?                     | ?                     |
|             | الاتحاد الدولي للاتصالات                  | 16 يونيو 1992         | 1 يوليو 1923          |
|             | مؤسسة التمويل الدولية                     | 25 فبراير 1993        | 15 يناير 1993         |
|             | المنظمة الأوروبية لسلامة الملاحة الجوية   | 1995                  | 2006                  |
|             | المركز الدولي لتسوية المنازعات الاستشارية | 6 أبريل 1994          | 5 أغسطس 1992          |
|             | مجموعة الموردين النوويين                  | ?                     | ?                     |

## وصلات خارجية
- موقع وزارة الخارجية السلوفينية
- موقع وزارة الخارجية الليتوانية